# 藤和ハウス

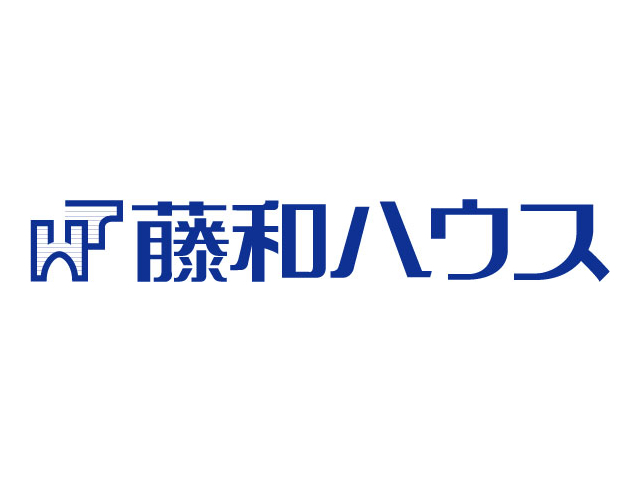
株式会社藤和ハウス　ロゴ

株式会社藤和ハウス (とうわはうす,英: Towa House Co,Ltd) は、創業1975年、東京都西東京市に本社を置き、全17店舗を展開する総合不動産会社である。

## 概要
株式会社藤和ハウス（とうわはうす,Towa House Co,Ltd）は1975年2月に創業。
東京都に14店舗、埼玉県に1店舗、愛知県に1店舗、福岡県に1店舗の全17店舗を展開する不動産会社である。
藤和ハウスは、不動産売買仲介事業、不動産分譲事業、不動産運用事業、リフォーム事業、不動産賃貸仲介事業など、住まいに関わるすべての分野に幅広く事業展開する。
なお、藤和ハウスは、藤和不動産（現・三菱地所レジデンス）とは無関係。

## 店舗
店舗一覧参照

## 加盟団体
- 公益社団法人全日本不動産協会
- 公益社団法人不動産保証協会
- 一般社団法人不動産流通経営協会
- 一般社団法人全国住宅産業協会
- 公益社団法人首都圏不動産公正取引協議会

## CM
在京民放にてテレビ、ラジオCMを行っていた。
ラジオCMはTBSラジオで2000年代に入り放送していた。
テレビCMは少し遅れて放送を開始した。